# ایساکی لاکوئستا
ایساکی لاکوئستا (اسپانیایی: Isaki Lacuesta‎؛ زادهٔ ۱۹۷۵) یک کارگردان فیلم، فیلم‌نامه‌نویس و منتقد اهل اسپانیا است.
وی همچنین برندهٔ جوایزی همچون صدف طلایی شده‌است.